# Vadim Brunell
Vadim Brunell ist ein US-amerikanischer Schauspieler, Filmschaffender, Filmkomponist und Musiker des Genres Flamenco.

## Leben
Brunell wurde in Europa geboren und zog 2002 in die USA. Er studierte von 2003 bis 2008 an der University of Art in Minsk Musik und Kinematographie, die er mit dem Master verließ. Am 1. Januar 2008 erschien sein Album Always In My Heart. Am 1. September 2011 erschien sein zweites Album Romantic Moment (Instrumental), ein reines instrumentelles Album. Fünf Jahre später erschien am 2. Dezember 2016 sein Album Black Rose.
2016 sammelte Brunell erste schauspielerische und filmschaffende Erfahrungen in seiner Serie  Fabris. 2018 fungierte er als Produzent für den Film 2 Live & Die in LA. Außerdem komponierte er für den Film die Filmmusik. Im selben Jahr zeichnete er für den Kurzfilm Seraphimus verantwortlich, in diesem übernahm er auch die männliche Hauptrolle. 2019 folgte im Kurzfilm Strawberries eine weitere Darstellerrolle. 2021 spielte er in einer Episode der Fernsehserie Mayor of Kingstown mit. 2022 spielte er den Gefängniswächter Ivar im Mockbuster Thor: God of Thunder und war außerdem in einer Episode der Fernsehserie The Neighborhood zu sehen.

## Filmografie (Auswahl)

### Schauspiel
- 2016: Fabris (Fernsehserie)
- 2017: LMFA-NO! (Fernsehserie, Episode 1x02)
- 2018: Seraphimus (Kurzfilm)
- 2019: Strawberries (Kurzfilm)
- 2019: Accountable (Fernsehserie, Episode 1x01)
- 2021: Mayor of Kingstown (Fernsehserie, Episode 2x03)
- 2022: Thor: God of Thunder
- 2022: The Neighborhood (Fernsehserie, Episode 5x04)

### Filmschaffender
- 2016: Fabris (Fernsehserie; Produktion, Regie, Schnitt und Drehbuch)
- 2017: LMFA-NO! (Fernsehserie, 6 Episoden; Produktion, Kamera, Schnitt und Drehbuch)
- 2018: 2 Live & Die in LA (Produktion)
- 2018: The Debt (Kurzfilm; Produktion, Kamera, Schnitt und Drehbuch)
- 2018: Seraphimus (Kurzfilm; Schnitt, Regie, Drehbuch)
- 2019: Accountable (Fernsehserie, Episode 1x01; Kamera)
- 2020: Nightmare on Laurel Canyon (Fernsehserie; Produktion)

### Filmkomponien
- 2016: Fabris (Fernsehserie)
- 2018: 2 Live & Die in LA
- 2018: Seraphimus (Kurzfilm)

## Alben
- 2008: Always In My Heart, Veröffentlichungsdatum: 1. Januar 2008
- 2011: Romantic Moment (Instrumental), Veröffentlichungsdatum: 1. September 2011
- 2016: Black Rose, Veröffentlichungsdatum: 2. Dezember 2016